# BinckBank Tour 2020
La 16.ª edición de la competición ciclista BinckBank Tour fue una carrera de ciclismo en ruta por etapas que se celebró entre el 29 de septiembre y el 3 de octubre de 2020 en los países de Bélgica y los Países Bajos con inicio en la ciudad de Blankenberge y final en la ciudad de Geraardsbergen sobre un recorrido de 689,2 kilómetros.
La carrera formó parte del UCI WorldTour 2020, calendario ciclístico de máximo nivel mundial, siendo la decimocuarta carrera de dicho circuito y fue ganada por el neerlandés Mathieu van der Poel del Alpecin-Fenix. Completaron el podio, como segundo y tercer clasificado respectivamente, el danés Søren Kragh Andersen del Sunweb y el suizo Stefan Küng del Groupama-FDJ.

## Equipos participantes
Tomaron parte en la carrera 24 equipos: 19 de categoría UCI WorldTeam y 5 de categoría UCI ProTeam. Formaron así un pelotón de 163 ciclistas de los que acabaron 94. Los equipos participantes fueron:
| WorldTeams (19)- Jumbo-Visma - CCC Team - Deceuninck-Quick Step - AG2R La Mondiale - Bora-Hansgrohe - Lotto Soudal - Astana - Israel Start-Up Nation - EF Pro Cycling - UAE Team Emirates - Bahrain McLaren - Cofidis - Groupama-FDJ - Mitchelton-Scott - NTT Pro Cycling - Ineos Grenadiers - Team Sunweb - Movistar Team - Trek-Segafredo ProTeams (5)- Alpecin-Fenix - Total Direct Énergie - Circus-Wanty Gobert - Sport Vlaanderen-Baloise - Bingoal-Wallonie Bruxelles |
| |

## Recorrido
El BinckBank Tour dispuso de cinco etapas para un recorrido total de 689,2 kilómetros.
| Etapa     | Fecha     | Recorrido                                   | type                    | Distancia (km) | Ganador              | Líder                |
| --------- | --------- | ------------------------------------------- | ----------------------- | -------------- | -------------------- | -------------------- |
| 1.ª etapa | 29 de sep | Blankenberge – Ardooie                      | etapa llana             | 132,1          | Jasper Philipsen     | Jasper Philipsen     |
| 2.ª etapa | 30 de sep | Flesinga – Flesinga                         | contrarreloj individual | 11             | etapa cancelada      | Jasper Philipsen     |
| 3.ª etapa | 1 de oct  | Aalter – Aalter                             | etapa llana             | 157            | Mads Pedersen        | Mads Pedersen        |
| 4.ª etapa | 2 de oct  | Riemst – Riemst                             | contrarreloj individual | 8,14           | Søren Kragh Andersen | Mads Pedersen        |
| 5.ª etapa | 3 de oct  | Ottignies-Louvain-la-Neuve – Geraardsbergen | etapa escarpada         | 185            | Mathieu van der Poel | Mathieu van der Poel |

## Desarrollo de la carrera

### 1.ª etapa
| Blankenberge - Ardooie | etapa llana | (132,1 km) |

| \| Clasificación de la etapa \| Clasificación de la etapa \| Clasificación de la etapa \| Clasificación de la etapa \| Clasificación de la etapa \| \| Ciclista \| Ciclista \| Equipo \| Tiempo \| \| \| ------------------------- \| ------------------------- \| ------------------------- \| ------------------------- \| ------------------------- \| \| 1.º \| Jasper Philipsen \| UAE Team Emirates \| 2 h 59 min 26 s \| \| \| 2.º \| Mads Pedersen \| Trek-Segafredo \| + 0 s \| \| \| 3.º \| Pascal Ackermann \| Bora-Hansgrohe \| + 0 s \| \| \| 4.º \| Danny van Poppel \| Circus-Wanty Gobert \| + 0 s \| \| \| 5.º \| Stefan Bissegger \| EF Pro Cycling \| + 0 s \| \| \| 6.º \| Alberto Dainese \| Team Sunweb \| + 0 s \| \| \| 7.º \| Nils Eekhoff \| Team Sunweb \| + 0 s \| \| \| 8.º \| Lorrenzo Manzin \| Total Direct Énergie \| + 0 s \| \| \| 9.º \| Mathieu van der Poel \| Alpecin-Fenix \| + 0 s \| \| \| 10.º \| Tim Merlier \| Alpecin-Fenix \| + 0 s \| \| |                      |                      |                 |
| |                      |                      |                 |
| Fuente: ProCyclingStats |                      |                      |                 |
| Clasificación de la etapa |                      |                      |                 |
| Ciclista | Ciclista             | Equipo               | Tiempo          |
| 1.º | Jasper Philipsen     | UAE Team Emirates    | 2 h 59 min 26 s |
| 2.º | Mads Pedersen        | Trek-Segafredo       | + 0 s           |
| 3.º | Pascal Ackermann     | Bora-Hansgrohe       | + 0 s           |
| 4.º | Danny van Poppel     | Circus-Wanty Gobert  | + 0 s           |
| 5.º | Stefan Bissegger     | EF Pro Cycling       | + 0 s           |
| 6.º | Alberto Dainese      | Team Sunweb          | + 0 s           |
| 7.º | Nils Eekhoff         | Team Sunweb          | + 0 s           |
| 8.º | Lorrenzo Manzin      | Total Direct Énergie | + 0 s           |
| 9.º | Mathieu van der Poel | Alpecin-Fenix        | + 0 s           |
| 10.º | Tim Merlier          | Alpecin-Fenix        | + 0 s           |

| \| Clasificación general \| Clasificación general \| Clasificación general \| Clasificación general \| Clasificación general \| \| Ciclista \| Ciclista \| Equipo \| Tiempo \| \| \| --------------------- \| --------------------- \| --------------------- \| --------------------- \| --------------------- \| \| 1.º \| Jasper Philipsen \| UAE Team Emirates \| 2 h 59 min 16 s \| \| \| 2.º \| Mads Pedersen \| Trek-Segafredo \| + 4 s \| \| \| 3.º \| Mike Teunissen \| Jumbo-Visma \| + 5 s \| \| \| 4.º \| Pascal Ackermann \| Bora-Hansgrohe \| + 6 s \| \| \| 5.º \| Mathieu van der Poel \| Alpecin-Fenix \| + 7 s \| \| \| 6.º \| Yves Lampaert \| Deceuninck-Quick Step \| + 7 s \| \| \| 7.º \| Mark Cavendish \| Bahrain McLaren \| + 9 s \| \| \| 8.º \| Danny van Poppel \| Circus-Wanty Gobert \| + 10 s \| \| \| 9.º \| Stefan Bissegger \| EF Pro Cycling \| + 10 s \| \| \| 10.º \| Alberto Dainese \| Team Sunweb \| + 10 s \| \| |                      |                       |                 |
| |                      |                       |                 |
| Fuente: ProCyclingStats |                      |                       |                 |
| Clasificación general |                      |                       |                 |
| Ciclista | Ciclista             | Equipo                | Tiempo          |
| 1.º | Jasper Philipsen     | UAE Team Emirates     | 2 h 59 min 16 s |
| 2.º | Mads Pedersen        | Trek-Segafredo        | + 4 s           |
| 3.º | Mike Teunissen       | Jumbo-Visma           | + 5 s           |
| 4.º | Pascal Ackermann     | Bora-Hansgrohe        | + 6 s           |
| 5.º | Mathieu van der Poel | Alpecin-Fenix         | + 7 s           |
| 6.º | Yves Lampaert        | Deceuninck-Quick Step | + 7 s           |
| 7.º | Mark Cavendish       | Bahrain McLaren       | + 9 s           |
| 8.º | Danny van Poppel     | Circus-Wanty Gobert   | + 10 s          |
| 9.º | Stefan Bissegger     | EF Pro Cycling        | + 10 s          |
| 10.º | Alberto Dainese      | Team Sunweb           | + 10 s          |

### 2.ª etapa
| Flesinga - Flesinga | contrarreloj individual | (11 km) |

Cancelada debido a la prohibición expresa de las autoridades de los Países Bajos de celebrar eventos deportivos, como medida restrictiva para evitar contagios de COVID-19 entre el público.

### 3.ª etapa
| Aalter - Aalter | etapa llana | (157 km) |

| \| Clasificación de la etapa \| Clasificación de la etapa \| Clasificación de la etapa \| Clasificación de la etapa \| Clasificación de la etapa \| \| Ciclista \| Ciclista \| Equipo \| Tiempo \| \| \| ------------------------- \| ------------------------- \| ------------------------- \| ------------------------- \| ------------------------- \| \| 1.º \| Mads Pedersen \| Trek-Segafredo \| 3 h 26 min 11 s \| \| \| 2.º \| Jasper Philipsen \| UAE Team Emirates \| + 0 s \| \| \| 3.º \| Pascal Ackermann \| Bora-Hansgrohe \| + 0 s \| \| \| 4.º \| Danny van Poppel \| Circus-Wanty Gobert \| + 0 s \| \| \| 5.º \| Tim Merlier \| Alpecin-Fenix \| + 0 s \| \| \| 6.º \| Zdeněk Štybar \| Deceuninck-Quick Step \| + 0 s \| \| \| 7.º \| Christophe Laporte \| Cofidis \| + 0 s \| \| \| 8.º \| Florian Sénéchal \| Deceuninck-Quick Step \| + 0 s \| \| \| 9.º \| Lorrenzo Manzin \| Total Direct Énergie \| + 0 s \| \| \| 10.º \| Sep Vanmarcke \| EF Pro Cycling \| + 0 s \| \| |                    |                       |                 |
| |                    |                       |                 |
| Fuente: ProCyclingStats |                    |                       |                 |
| Clasificación de la etapa |                    |                       |                 |
| Ciclista | Ciclista           | Equipo                | Tiempo          |
| 1.º | Mads Pedersen      | Trek-Segafredo        | 3 h 26 min 11 s |
| 2.º | Jasper Philipsen   | UAE Team Emirates     | + 0 s           |
| 3.º | Pascal Ackermann   | Bora-Hansgrohe        | + 0 s           |
| 4.º | Danny van Poppel   | Circus-Wanty Gobert   | + 0 s           |
| 5.º | Tim Merlier        | Alpecin-Fenix         | + 0 s           |
| 6.º | Zdeněk Štybar      | Deceuninck-Quick Step | + 0 s           |
| 7.º | Christophe Laporte | Cofidis               | + 0 s           |
| 8.º | Florian Sénéchal   | Deceuninck-Quick Step | + 0 s           |
| 9.º | Lorrenzo Manzin    | Total Direct Énergie  | + 0 s           |
| 10.º | Sep Vanmarcke      | EF Pro Cycling        | + 0 s           |

| \| Clasificación general \| Clasificación general \| Clasificación general \| Clasificación general \| Clasificación general \| \| Ciclista \| Ciclista \| Equipo \| Tiempo \| \| \| --------------------- \| --------------------- \| --------------------- \| --------------------- \| --------------------- \| \| 1.º \| Mads Pedersen \| Trek-Segafredo \| 6 h 25 min 21 s \| \| \| 2.º \| Jasper Philipsen \| UAE Team Emirates \| + 0 s \| \| \| 3.º \| Jonas Rickaert \| Alpecin-Fenix \| + 7 s \| \| \| 4.º \| Pascal Ackermann \| Bora-Hansgrohe \| + 8 s \| \| \| 5.º \| Mike Teunissen \| Jumbo-Visma \| + 11 s \| \| \| 6.º \| Mathieu van der Poel \| Alpecin-Fenix \| + 13 s \| \| \| 7.º \| Yves Lampaert \| Deceuninck-Quick Step \| + 13 s \| \| \| 8.º \| Danny van Poppel \| Circus-Wanty Gobert \| + 16 s \| \| \| 9.º \| Tim Merlier \| Alpecin-Fenix \| + 16 s \| \| \| 10.º \| Lorrenzo Manzin \| Total Direct Énergie \| + 16 s \| \| |                      |                       |                 |
| |                      |                       |                 |
| Fuente: ProCyclingStats |                      |                       |                 |
| Clasificación general |                      |                       |                 |
| Ciclista | Ciclista             | Equipo                | Tiempo          |
| 1.º | Mads Pedersen        | Trek-Segafredo        | 6 h 25 min 21 s |
| 2.º | Jasper Philipsen     | UAE Team Emirates     | + 0 s           |
| 3.º | Jonas Rickaert       | Alpecin-Fenix         | + 7 s           |
| 4.º | Pascal Ackermann     | Bora-Hansgrohe        | + 8 s           |
| 5.º | Mike Teunissen       | Jumbo-Visma           | + 11 s          |
| 6.º | Mathieu van der Poel | Alpecin-Fenix         | + 13 s          |
| 7.º | Yves Lampaert        | Deceuninck-Quick Step | + 13 s          |
| 8.º | Danny van Poppel     | Circus-Wanty Gobert   | + 16 s          |
| 9.º | Tim Merlier          | Alpecin-Fenix         | + 16 s          |
| 10.º | Lorrenzo Manzin      | Total Direct Énergie  | + 16 s          |

### 4.ª etapa
| Riemst - Riemst | contrarreloj individual | (8,14 km) |

| \| Clasificación de la etapa \| Clasificación de la etapa \| Clasificación de la etapa \| Clasificación de la etapa \| Clasificación de la etapa \| \| Ciclista \| Ciclista \| Equipo \| Tiempo \| \| \| ------------------------- \| ------------------------- \| ------------------------- \| ------------------------- \| ------------------------- \| \| 1.º \| Søren Kragh Andersen \| Team Sunweb \| 9 min 59 s \| \| \| 2.º \| Stefan Küng \| Groupama-FDJ \| + 6 s \| \| \| 3.º \| Stefan Bissegger \| EF Pro Cycling \| + 7 s \| \| \| 4.º \| Mads Pedersen \| Trek-Segafredo \| + 8 s \| \| \| 5.º \| Mathieu van der Poel \| Alpecin-Fenix \| + 12 s \| \| \| 6.º \| Jasha Sütterlin \| Team Sunweb \| + 16 s \| \| \| 7.º \| Jannik Steimle \| Deceuninck-Quick Step \| + 18 s \| \| \| 8.º \| Yves Lampaert \| Deceuninck-Quick Step \| + 20 s \| \| \| 9.º \| Max Walscheid \| NTT Pro Cycling \| + 21 s \| \| \| 10.º \| Christophe Laporte \| Cofidis \| + 21 s \| \| |                      |                       |            |
| |                      |                       |            |
| Fuente: ProCyclingStats |                      |                       |            |
| Clasificación de la etapa |                      |                       |            |
| Ciclista | Ciclista             | Equipo                | Tiempo     |
| 1.º | Søren Kragh Andersen | Team Sunweb           | 9 min 59 s |
| 2.º | Stefan Küng          | Groupama-FDJ          | + 6 s      |
| 3.º | Stefan Bissegger     | EF Pro Cycling        | + 7 s      |
| 4.º | Mads Pedersen        | Trek-Segafredo        | + 8 s      |
| 5.º | Mathieu van der Poel | Alpecin-Fenix         | + 12 s     |
| 6.º | Jasha Sütterlin      | Team Sunweb           | + 16 s     |
| 7.º | Jannik Steimle       | Deceuninck-Quick Step | + 18 s     |
| 8.º | Yves Lampaert        | Deceuninck-Quick Step | + 20 s     |
| 9.º | Max Walscheid        | NTT Pro Cycling       | + 21 s     |
| 10.º | Christophe Laporte   | Cofidis               | + 21 s     |

| \| Clasificación general \| Clasificación general \| Clasificación general \| Clasificación general \| Clasificación general \| \| Ciclista \| Ciclista \| Equipo \| Tiempo \| \| \| --------------------- \| --------------------- \| --------------------- \| --------------------- \| --------------------- \| \| 1.º \| Mads Pedersen \| Trek-Segafredo \| 6 h 35 min 31 s \| \| \| 2.º \| Søren Kragh Andersen \| Team Sunweb \| + 7 s \| \| \| 3.º \| Stefan Küng \| Groupama-FDJ \| + 13 s \| \| \| 4.º \| Stefan Bissegger \| EF Pro Cycling \| + 14 s \| \| \| 5.º \| Mathieu van der Poel \| Alpecin-Fenix \| + 17 s \| \| \| 6.º \| Jasper Philipsen \| UAE Team Emirates \| + 19 s \| \| \| 7.º \| Yves Lampaert \| Deceuninck-Quick Step \| + 24 s \| \| \| 8.º \| Max Walscheid \| NTT Pro Cycling \| + 28 s \| \| \| 9.º \| Mike Teunissen \| Jumbo-Visma \| + 30 s \| \| \| 10.º \| Florian Sénéchal \| Deceuninck-Quick Step \| + 31 s \| \| |                      |                       |                 |
| |                      |                       |                 |
| Fuente: ProCyclingStats |                      |                       |                 |
| Clasificación general |                      |                       |                 |
| Ciclista | Ciclista             | Equipo                | Tiempo          |
| 1.º | Mads Pedersen        | Trek-Segafredo        | 6 h 35 min 31 s |
| 2.º | Søren Kragh Andersen | Team Sunweb           | + 7 s           |
| 3.º | Stefan Küng          | Groupama-FDJ          | + 13 s          |
| 4.º | Stefan Bissegger     | EF Pro Cycling        | + 14 s          |
| 5.º | Mathieu van der Poel | Alpecin-Fenix         | + 17 s          |
| 6.º | Jasper Philipsen     | UAE Team Emirates     | + 19 s          |
| 7.º | Yves Lampaert        | Deceuninck-Quick Step | + 24 s          |
| 8.º | Max Walscheid        | NTT Pro Cycling       | + 28 s          |
| 9.º | Mike Teunissen       | Jumbo-Visma           | + 30 s          |
| 10.º | Florian Sénéchal     | Deceuninck-Quick Step | + 31 s          |

### 5.ª etapa
| Ottignies-Louvain-la-Neuve - Geraardsbergen | etapa escarpada | (185 km) |

| \| Clasificación de la etapa \| Clasificación de la etapa \| Clasificación de la etapa \| Clasificación de la etapa \| Clasificación de la etapa \| \| Ciclista \| Ciclista \| Equipo \| Tiempo \| \| \| ------------------------- \| ------------------------- \| ------------------------- \| ------------------------- \| ------------------------- \| \| 1.º \| Mathieu van der Poel \| Alpecin-Fenix \| 4 h 07 min 39 s \| \| \| 2.º \| Oliver Naesen \| AG2R La Mondiale \| + 4 s \| \| \| 3.º \| Sonny Colbrelli \| Bahrain McLaren \| + 4 s \| \| \| 4.º \| Søren Kragh Andersen \| Team Sunweb \| + 4 s \| \| \| 5.º \| Stefan Küng \| Groupama-FDJ \| + 8 s \| \| \| 6.º \| Dimitri Claeys \| Cofidis \| + 47 s \| \| \| 7.º \| Yves Lampaert \| Deceuninck-Quick Step \| + 50 s \| \| \| 8.º \| Iván García Cortina \| Bahrain McLaren \| + 1 min 08 s \| \| \| 9.º \| Jean-Pierre Drucker \| Bora-Hansgrohe \| + 1 min 12 s \| \| \| 10.º \| Florian Sénéchal \| Deceuninck-Quick Step \| + 1 min 12 s \| \| |                      |                       |                 |
| |                      |                       |                 |
| Fuente: ProCyclingStats |                      |                       |                 |
| Clasificación de la etapa |                      |                       |                 |
| Ciclista | Ciclista             | Equipo                | Tiempo          |
| 1.º | Mathieu van der Poel | Alpecin-Fenix         | 4 h 07 min 39 s |
| 2.º | Oliver Naesen        | AG2R La Mondiale      | + 4 s           |
| 3.º | Sonny Colbrelli      | Bahrain McLaren       | + 4 s           |
| 4.º | Søren Kragh Andersen | Team Sunweb           | + 4 s           |
| 5.º | Stefan Küng          | Groupama-FDJ          | + 8 s           |
| 6.º | Dimitri Claeys       | Cofidis               | + 47 s          |
| 7.º | Yves Lampaert        | Deceuninck-Quick Step | + 50 s          |
| 8.º | Iván García Cortina  | Bahrain McLaren       | + 1 min 08 s    |
| 9.º | Jean-Pierre Drucker  | Bora-Hansgrohe        | + 1 min 12 s    |
| 10.º | Florian Sénéchal     | Deceuninck-Quick Step | + 1 min 12 s    |

| \| Clasificación general \| Clasificación general \| Clasificación general \| Clasificación general \| Clasificación general \| \| Ciclista \| Ciclista \| Equipo \| Tiempo \| \| \| --------------------- \| --------------------- \| --------------------- \| --------------------- \| --------------------- \| |          |        |        |
| |          |        |        |
| Fuente: ProCyclingStats |          |        |        |
| Clasificación general |          |        |        |
| Ciclista | Ciclista | Equipo | Tiempo |

## Clasificaciones finales
- Las clasificaciones finalizaron de la siguiente forma:[5]

### Clasificación general
| \| Clasificación general \| Clasificación general \| Clasificación general \| Clasificación general \| Clasificación general \| \| Ciclista \| Ciclista \| Equipo \| Tiempo \| \| \| --------------------- \| --------------------- \| --------------------- \| --------------------- \| --------------------- \| \| 1.º \| Mathieu van der Poel \| Alpecin-Fenix \| 10 h 43 min 08 s \| \| \| 2.º \| Søren Kragh Andersen \| Team Sunweb \| + 8 s \| \| \| 3.º \| Stefan Küng \| Groupama-FDJ \| + 23 s \| \| \| 4.º \| Yves Lampaert \| Deceuninck-Quick Step \| + 1 min 16 s \| \| \| 5.º \| Mads Pedersen \| Trek-Segafredo \| + 1 min 21 s \| \| \| 6.º \| Sonny Colbrelli \| Bahrain McLaren \| + 1 min 42 s \| \| \| 7.º \| Florian Sénéchal \| Deceuninck-Quick Step \| + 1 min 45 s \| \| \| 8.º \| Mike Teunissen \| Jumbo-Visma \| + 1 min 49 s \| \| \| 9.º \| Florian Vermeersch \| Lotto-Soudal \| + 1 min 59 s \| \| \| 10.º \| John Degenkolb \| Lotto-Soudal \| + 2 min 02 s \| \| |                      |                       |                  |
| |                      |                       |                  |
| Fuente: ProCyclingStats |                      |                       |                  |
| Clasificación general |                      |                       |                  |
| Ciclista | Ciclista             | Equipo                | Tiempo           |
| 1.º | Mathieu van der Poel | Alpecin-Fenix         | 10 h 43 min 08 s |
| 2.º | Søren Kragh Andersen | Team Sunweb           | + 8 s            |
| 3.º | Stefan Küng          | Groupama-FDJ          | + 23 s           |
| 4.º | Yves Lampaert        | Deceuninck-Quick Step | + 1 min 16 s     |
| 5.º | Mads Pedersen        | Trek-Segafredo        | + 1 min 21 s     |
| 6.º | Sonny Colbrelli      | Bahrain McLaren       | + 1 min 42 s     |
| 7.º | Florian Sénéchal     | Deceuninck-Quick Step | + 1 min 45 s     |
| 8.º | Mike Teunissen       | Jumbo-Visma           | + 1 min 49 s     |
| 9.º | Florian Vermeersch   | Lotto-Soudal          | + 1 min 59 s     |
| 10.º | John Degenkolb       | Lotto-Soudal          | + 2 min 02 s     |

### Clasificación por puntos
| Clasificación por puntos | Clasificación por puntos | Clasificación por puntos | Clasificación por puntos | Clasificación por puntos |
| Ciclista                 | Ciclista                 | Equipo                   | Puntos                   |                          |
| ------------------------ | ------------------------ | ------------------------ | ------------------------ | ------------------------ |
| 1.º                      | Mads Pedersen            | Trek-Segafredo           | 55 pts                   |                          |
| 2.º                      | Jasper Philipsen         | UAE Team Emirates        | 55 pts                   |                          |
| 3.º                      | Mathieu van der Poel     | Alpecin-Fenix            | 41 pts                   |                          |
| 4.º                      | Danny van Poppel         | Circus-Wanty Gobert      | 38 pts                   |                          |
| 5.º                      | Tim Merlier              | Alpecin-Fenix            | 27 pts                   |                          |
| 6.º                      | Oliver Naesen            | AG2R La Mondiale         | 25 pts                   |                          |
| 7.º                      | Florian Sénéchal         | Deceuninck-Quick Step    | 22 pts                   |                          |
| 8.º                      | Sonny Colbrelli          | Bahrain McLaren          | 22 pts                   |                          |
| 9.º                      | Søren Kragh Andersen     | Team Sunweb              | 19 pts                   |                          |
| 10.º                     | Stefan Küng              | Groupama-FDJ             | 17 pts                   |                          |

### Clasificación de la combatividad
| Clasificación de la combatividad | Clasificación de la combatividad | Clasificación de la combatividad | Clasificación de la combatividad | Clasificación de la combatividad |
| Ciclista                         | Ciclista                         | Equipo                           | Puntos                           |                                  |
| -------------------------------- | -------------------------------- | -------------------------------- | -------------------------------- | -------------------------------- |
| 1.º                              | Kenneth Van Rooy                 | Sport Vlaanderen-Baloise         | 28 pts                           |                                  |
| 2.º                              | Dries De Bondt                   | Alpecin-Fenix                    | 19 pts                           |                                  |
| 3.º                              | Pim Ligthart                     | Total Direct Énergie             | 16 pts                           |                                  |
| 4.º                              | Oscar Riesebeek                  | Alpecin-Fenix                    | 16 pts                           |                                  |
| 5.º                              | Brian van Goethem                | Lotto-Soudal                     | 15 pts                           |                                  |
| 6.º                              | Mathieu van der Poel             | Alpecin-Fenix                    | 12 pts                           |                                  |
| 7.º                              | Ludovic Robeet                   | Bingoal-Wallonie Bruxelles       | 12 pts                           |                                  |
| 8.º                              | Jonas Rickaert                   | Alpecin-Fenix                    | 12 pts                           |                                  |
| 9.º                              | Adrien Petit                     | Total Direct Énergie             | 12 pts                           |                                  |
| 10.º                             | Florian Sénéchal                 | Deceuninck-Quick Step            | 10 pts                           |                                  |

### Clasificación por equipos
| Clasificación por equipos | Clasificación por equipos | Clasificación por equipos | Clasificación por equipos |
| Equipo                    | Equipo                    | Tiempo                    |                           |
| ------------------------- | ------------------------- | ------------------------- | ------------------------- |
| 1.º                       | Alpecin-Fenix             | 32 h 14 min 44 s          |                           |
| 2.º                       | Deceuninck-Quick Step     | + 15 s                    |                           |
| 3.º                       | AG2R La Mondiale          | + 1 min 09 s              |                           |
| 4.º                       | Lotto-Soudal              | + 1 min 31 s              |                           |
| 5.º                       | Circus-Wanty Gobert       | + 2 min 12 s              |                           |
| 6.º                       | Groupama-FDJ              | + 3 min 23 s              |                           |
| 7.º                       | Cofidis                   | + 3 min 34 s              |                           |
| 8.º                       | EF Pro Cycling            | + 3 min 49 s              |                           |
| 9.º                       | Ineos Grenadiers          | + 4 min 15 s              |                           |
| 10.º                      | UAE Team Emirates         | + 4 min 54 s              |                           |

## Evolución de las clasificaciones
| Etapa                   | Vencedor                | Clasificación general | Clasificación por puntos | Clasificación de la combatividad | Clasificación por equipos |
| ----------------------- | ----------------------- | --------------------- | ------------------------ | -------------------------------- | ------------------------- |
| 1.ª                     | Jasper Philipsen        | Jasper Philipsen      | Jasper Philipsen         | Milan Menten                     | Alpecin-Fenix             |
| 2.ª                     | Cancelada               | Jasper Philipsen      | Jasper Philipsen         | Milan Menten                     | Alpecin-Fenix             |
| 3.ª                     | Mads Pedersen           | Mads Pedersen         | Mads Pedersen            | Kenneth Van Rooy                 | Alpecin-Fenix             |
| 4.ª                     | Søren Kragh Andersen    | Mads Pedersen         | Mads Pedersen            | Kenneth Van Rooy                 | Sunweb                    |
| 5.ª                     | Mathieu van der Poel    | Mathieu van der Poel  | Mads Pedersen            | Kenneth Van Rooy                 | Alpecin-Fenix             |
| Clasificaciones finales | Clasificaciones finales | Mathieu van der Poel  | Mads Pedersen            | Kenneth Van Rooy                 | Alpecin-Fenix             |

## UCI World Ranking
El BinckBank Tour otorgó puntos para el UCI World Ranking para corredores de los equipos en las categorías UCI WorldTeam, UCI ProTeam y Continenal. Las siguientes tablas son el baremo de puntuación y los 10 corredores que obtuvieron más puntos:
| Posición              | 1.º | 2.º | 3.º | 4.º | 5.º | 6.º | 7.º | 8.º | 9.º | 10.º | 11.º | 12.º | 13.º | 14.º | 15.º | 16.º-20.º | 21.º-30.º | 31.º-50.º | 51.º-55.º | 56.º-60.º |
| Clasificación general | 400 | 320 | 260 | 220 | 180 | 140 | 120 | 100 | 80  | 68   | 56   | 48   | 40   | 32   | 28   | 24        | 16        | 8         | 4         | 2         |
| Por etapa             | 50  | 20  | 8   |     |     |     |     |     |     |      |      |      |      |      |      |           |           |           |           |           |
| Líder                 | 8   |     |     |     |     |     |     |     |     |      |      |      |      |      |      |           |           |           |           |           |

| Clasificación |                      |                       |         |       |       |       |
| Posición      | Ciclista             | Equipo                | General | Etapa | Líder | Total |
| ------------- | -------------------- | --------------------- | ------- | ----- | ----- | ----- |
| 1.º           | Mathieu van der Poel | Alpecin-Fenix         | 400     | 50    | -     | 450   |
| 2.º           | Søren Kragh Andersen | Sunweb                | 320     | 50    | -     | 370   |
| 3.º           | Stefan Küng          | Groupama-FDJ          | 260     | 20    | -     | 280   |
| 4.º           | Mads Pedersen        | Trek-Segafredo        | 180     | 70    | 16    | 266   |
| 5.º           | Yves Lampaert        | Deceuninck-Quick Step | 220     | -     | -     | 220   |
| 6.º           | Sonny Colbrelli      | Bahrain McLaren       | 140     | 8     | -     | 148   |
| 7.º           | Florian Sénéchal     | Deceuninck-Quick Step | 120     | -     | -     | 120   |
| 8.º           | Jasper Philipsen     | UAE Emirates          | 40      | 70    | 8     | 118   |
| 9.º           | Mike Teunissen       | Jumbo-Visma           | 100     | -     | -     | 100   |
| 10.º          | Florian Vermeersch   | Lotto Soudal          | 80      | -     | -     | 80    |